# Анфийлд
Анфийлд (Anfield) е футболен стадион, разположен в Ливърпул, Англия. Стадионът е издигнат през 1884 г. и първоначално е дом на футболен клуб Евертън, до тяхното преместване през 1892 г. Оттогава теренът е стопанисван от отбора на Ливърпул.
Открит през 1884 г., стадионът е собственост на Джон Орел (John Orrell) и неговият съдружник Джон Холдинг (John Houlding). В самото начало Орел решава да даде терена под наем на Евертън, като първият им мач се провежда на 28 септември 1884 г. срещу отбора на Ърлстоун (Earlstown). Срещата завършва 5:0 за домакините.
Малко след това, капацитетът на стадиона е увеличен с 8000 места и Холдинг откупува терена от съдружника си Орел. Холдинг решава да увеличи годишния наем, но Евертън категорично отказват да се съгласят и не след дълго се местят на Гудисън Парк (Goodison Park).
Холдинг решава да си създаде собствен футболен клуб, който да стопанисва стадиона. Така се появяват Ливърпул, който изиграва първия си мач на Анфийлд на 1 септември 1892 г. срещу Родъръм Таун (Rotherham Town) и ги побеждават със 7:0.
През 1895 г. към стадиона е построена още една трибуна с капацитет от 3000 места. След като Ливърпул печели втората си титла в Премиършип, през 1906 г. е построена и още трибуна, която местен репортер кръщава Спайън Коп (Spion Kop), заради известен хълм в Южна Африка, на който по време на Бурските Войни са загинали стотици хиляди английски мъже от Ливърпул.
През 1928 г. трибуната е реконструирана и местата са увеличени на 30 000. Тя си остава и най-голямата трибуна в Англия по това време. На 30 октомври 1957 г. са включени първите прожектори на стадиона – за мач срещу Евертън, в чест на 75-годишнината от създаването на Ливърпул.
През 1963 г. седалките на старата трибуна Кемлин Роуд (Kemlyn Road) са подменени изцяло, а самата тя е прекръстена на Сенчънари Стенд (Centenary Stand). Две години по-късно е възобновена главната трибуна, както и осветлението.
През 1982 г. са издигнати така наречените порти на Шанкли (Shankly gates), в чест на бившия мениджър Бил Шанкли (Bill Shankly). Неговата вдовица отключва вратите за пръв път на 26 август 1982 г. До самите врати има надпис с думите „Никога няма да вървиш сам“, които са текст от химна на Ливърпул, който феновете пеят.
Собствениците на стадиона имат планове за разширяването му, но са възпрепятствани от местните жители, които са предимно възрастни жени, отказващи да се преместят. Не след дълго всички са склонени и строителните дейности започват. Две години по-късно обаче е обявен закон, с който се задължават всички стадиони в страната да са само със седящи места.
На 4 декември 1997 г. пред стадиона е издигната двуметрова бронзова статуя на Бил Шанкли, застанал в позната поза, която изразява как Шанкли приема аплодисментите от феновете на Ливърпул, а на врата му е вързано шалче на отбора. До статуята се извисява паметник в чест на 96-ата фенове на Ливърпул, загинали при Трагедията Хилсбороу (Hillsborough disaster), случила се през 1989 г. В центъра на мемориала е запален огън, символизиращ това, че загиналите там никога няма да бъдат забравени.
През 1998 г. са добавени по още два реда на трибуните, но с тяхното откриване започват и много проблеми. Още в началото на сезон 1999/2000 новите места имат нужда от укрепяване, а феновете се оплакват, че трибуните се клатят.
Самият терен е заобиколен от 4-те големи трибуни – Анфийлд Роуд (Anfield Road), Сенчънари Стенд (Centenary Stand), Спайън Коп (Spion Kop) и Мейн Стенд (Main Stand), като всяка от тях е покрита. Входът в самата сграда се извършва с помощта на смарт карти, вместо остарялата въртележка. Тази система влиза в употреба през 2005 г.
Трибуната Сенчънари Стенд побира 11 762 места, за разлика от Спайън Коп, която може да събере общо 30 000 зрители, въпреки слагането на покрив през 1928 г.
Интересно на стадиона е табелката с надпис „Това е Анфийлд“, която е закачена над стълбите, слизащи към съблекалните на играчите. Има традиция, при излизането си всеки футболист да докосва надписа, защото той носи късмет.
Размерите на игрището са 101 на 68 м, което е спазено с изискванията на Футболната Асоциация.
През 2006 г. отборът на Ливърпул получава разрешение от ръководството за построяване на стадион, недалеч от Анфийлд. Строежът му трябва да започне през пролетта на 2008 г., а на откриването му през 2011 г. да е с капацитет от 71 000 места.
Веднага след откриването на новия стадион, Анфийлд ще бъде разрушен и ще е само част от бъдещия комплекс Анфийлд Плаза, който ще притежава хотел, ресторант и офиси. Стадионът е оценен с 4 звезди УЕФА. На него са се провеждали много важни мачове от различни клубни и национални турнири. Първият международен мач, играл се на терена е през 1889 г. между Англия и Исландия.
Сред рекордите на Анфийлд е и този за посещаемост за един сезон, а именно общо 1 328 482 през сезон 2000/02, когато Ливърпул печелят ФА Къп, Купата на Лигата и Купата на УЕФА. Тогава Анфийлд е бил домакин на общо 85 мача на Ливърпул.